# Hauptabsperreinrichtung
Eine Hauptabsperreinrichtung (HAE) ist eine Absperrarmatur, die zu Beginn eines Verteilungsnetzes eingebaut wird, um damit im Bedarfsfall den Zufluss von Gas oder Wasser manuell zu unterbrechen. 
Im häuslichen Wasseranschluss ist die Absperrung heutzutage ein Absperrventil, beim Gasanschluss ein Kugelhahn, der Bestandteil der Gashauseinführung ist. Da die Zuständigkeit der beiden Absperrarmaturen beim örtlichen Energieversorger liegt, werden beide Armaturen umgangssprachlich auch Stadthahn genannt, weil früher auch das Wasser mit einem Hahn abgesperrt wurde.
Hauptabsperreinrichtungen werden gebraucht, um in den nachfolgenden Netzen  Erweiterungs-, Wartungs- und Instandsetzungsarbeiten durchführen zu können.